# Danh sách phim có yếu tố sự sống ngoài Trái Đất
Đây là Danh sách phim có yếu tố Sự sống ngoài Trái Đất:
| Tựa phim                                                            | Năm   | Nguồn           |
| ------------------------------------------------------------------- | ----- | --------------- |
| 10 Cloverfield Lane                                                 | 2016  | [ 1 ]           |
| 20 Million Miles to Earth                                           | 1957  | [ 2 ]           |
| 2001: A Space Odyssey                                               | 1968  | [ 3 ]           |
| 2001: A Space Travesty                                              | 2000  | [ 4 ]           |
| 2010                                                                | 1984  | [ 5 ]           |
| The 5th Wave                                                        | 2016  | [ 6 ]           |
| 6 Days on Earth                                                     | 2011  | [ 7 ]           |
| Abbott and Costello Go to Mars                                      | 1953  | [ 8 ]           |
| Abraxas, Guardian of the Universe                                   | 1990  | [ 9 ]           |
| Cầu được ước thấy                                                   | 2015  | [ 3 ]           |
| The Abyss                                                           | 1989  | [ 10 ]          |
| The Adventures of Buckaroo Banzai Across the 8th Dimension          | 1984  | [ 10 ]          |
| Aelita                                                              | 1924  | [ 11 ]          |
| After Earth                                                         | 2013  | [ 3 ]           |
| Airplane II: The Sequel                                             | 1982  | [ 12 ]          |
| Algol: Tragedy of Power                                             | 1920  | [ 10 ]          |
| Alien                                                               | 1979  | [ 10 ]          |
| The Alien                                                           | 1960s | [ 13 ]          |
| Alien 2: On Earth                                                   | 1980  | [ 14 ]          |
| Alien3                                                              | 1992  | [ 9 ]           |
| Alien Abduction                                                     | 2005  | [ 15 ]          |
| Alien Abduction                                                     | 2014  | [ 16 ]          |
| Alien Abduction: Incident in Lake County                            | 1998  | [ 17 ]          |
| Alien Agent                                                         | 2007  | [ 18 ]          |
| Alien Apocalypse                                                    | 2005  | [ 19 ]          |
| Alien Arsenal                                                       | 1999  | [ 20 ]          |
| Quái vật không gian                                                 | 2017  | [ 21 ]          |
| The Alien Factor                                                    | 1978  | [ 22 ]          |
| Alien Hunter                                                        | 2003  | [ 23 ]          |
| Alien Intruder                                                      | 1993  | [ 24 ]          |
| Alien Invasion Arizona                                              | 2005  | [ 25 ]          |
| Alien Nation                                                        | 1988  | [ 10 ]          |
| Alien Origin                                                        | 2012  | [ 26 ]          |
| Alien Raiders                                                       | 2008  | [ 27 ]          |
| Alien Resurrection                                                  | 1997  | [ 28 ]          |
| Aliens                                                              | 1986  | [ 29 ]          |
| Aliens Ate My Homework                                              | 2018  | [ 30 ]          |
| Aliens in the Attic                                                 | 2009  | [ 31 ]          |
| Aliens vs. Avatars                                                  | 2011  | [ 32 ]          |
| Aliens vs. Predator: Requiem                                        | 2007  | [ 33 ]          |
| Alien Trespass                                                      | 2009  | [ 34 ]          |
| Alien vs Ninja                                                      | 2010  | [ 35 ]          |
| Alien vs. Predator                                                  | 2004  | [ 3 ]           |
| Allegro Non Troppo                                                  | 1976  | [ 36 ]          |
| Almost Human                                                        | 2013  | [ 37 ]          |
| Altered                                                             | 2006  | [ 37 ]          |
| Amazon Women on the Moon                                            | 1987  | [ 38 ]          |
| The Andromeda Strain                                                | 1971  | [ 39 ]          |
| The Angry Red Planet                                                | 1959  | [ 40 ]          |
| Angry Video Game Nerd: The Movie                                    | 2014  | [ 41 ]          |
| Annihilation                                                        | 2018  | [ 42 ]          |
| Apollo 18                                                           | 2011  | [ 43 ]          |
| A Quiet Place                                                       | 2018  | [ 44 ]          |
| Area 51                                                             | 2015  | [ 45 ]          |
| Area Q                                                              | 2011  | [ 46 ]          |
| Arena                                                               | 1989  | [ 47 ]          |
| The Arrival                                                         | 1996  | [ 33 ]          |
| Arrival                                                             | 2016  | [ 48 ]          |
| Arrival II                                                          | 1998  | [ 49 ]          |
| Los astronautas                                                     | 1964  | [ 50 ]          |
| The Astronaut's Wife                                                | 1999  | [ 51 ]          |
| Attack of the 50 Foot Woman                                         | 1958  | [ 52 ]          |
| Attack of the 50 Ft. Woman                                          | 1993  | [ 52 ]          |
| Attack the Block                                                    | 2011  | [ 53 ]          |
| Avatar                                                              | 2009  | [ 10 ]          |
| Avatar 2                                                            | 2020  |                 |
| Avatar 3                                                            | 2021  |                 |
| The Avengers                                                        | 2012  | [ 10 ]          |
| Avengers: Đế chế Ultron                                             | 2015  | [ 54 ]          |
| Avengers: Cuộc chiến vô cực                                         | 2018  | [ 55 ]          |
| AVH: Alien vs Hunter                                                | 2007  | [ 32 ]          |
| Bad Taste                                                           | 1987  | [ 9 ]           |
| Barbarella                                                          | 1968  | [ 10 ]          |
| Batman đại chiến Superman: Ánh sáng công lý                         | 2016  | [ 56 ]          |
| Batteries Not Included                                              | 1988  | [ 57 ]          |
| Battle Beyond the Stars                                             | 1980  | [ 58 ]          |
| Battlefield Earth                                                   | 2001  | [ 33 ]          |
| Battle for Terra                                                    | 2007  | [ 59 ]          |
| Battle in Outer Space                                               | 1959  | [ 60 ]          |
| Battle: Los Angeles                                                 | 2011  | [ 33 ]          |
| Battleship                                                          | 2012  | [ 33 ]          |
| Ben 10: Alien Swarm                                                 | 2009  | [ 61 ]          |
| Ben 10: Race Against Time                                           | 2007  | [ 62 ]          |
| Ben 10: Destroy All Aliens                                          | 2012  |                 |
| Beware! The Blob                                                    | 1972  | [ 63 ]          |
| Beyond Skyline                                                      | 2017  |                 |
| Bill & Ted's Bogus Journey                                          | 1991  | [ 57 ]          |
| The Blob                                                            | 1958  | [ 10 ]          |
| The Blob                                                            | 1988  | [ 64 ]          |
| Bloodbath at the House of Death                                     | 1983  | [ 65 ]          |
| Body Snatchers                                                      | 1993  | [ 66 ]          |
| The Brain from Planet Arous                                         | 1957  | [ 67 ]          |
| Breeders                                                            | 1986  | [ 68 ]          |
| The Brother from Another Planet                                     | 1984  | [ 69 ]          |
| Buzz Lightyear of Star Command: The Adventure Begins                | 2000  | [ 70 ]          |
| Can of Worms                                                        | 1999  | [ 71 ]          |
| The Cape Canaveral Monsters                                         | 1960  | [ 72 ]          |
| Captain Marvel                                                      | 2019  |                 |
| Captive State                                                       | 2019  |                 |
| Caravan of Courage: An Ewok Adventure                               | 1984  | [ 3 ]           |
| The Cat                                                             | 1992  | [ 73 ]          |
| The Cat from Outer Space                                            | 1978  | [ 9 ]           |
| Cat-Women of the Moon                                               | 1953  | [ 74 ]          |
| Ché OVNI                                                            | 1968  | [ 75 ]          |
| Chicken Little                                                      | 2005  | [ 76 ]          |
| Children of the Damned                                              | 1964  | [ 77 ]          |
| Christmas on Mars                                                   | 2008  | [ 78 ]          |
| The Chronicles of Riddick                                           | 2004  | [ 79 ]          |
| CJ7                                                                 | 2008  | [ 57 ]          |
| Close Encounters of the Third Kind                                  | 1977  | [ 69 ]          |
| Thảm họa diệt vong (phim)                                           | 2008  | [ 80 ]          |
| The Cloverfield Paradox                                             | 2018  |                 |
| Cocoon                                                              | 1985  | [ 10 ]          |
| Cocoon: The Return                                                  | 1988  | [ 81 ]          |
| Communion                                                           | 1989  | [ 37 ]          |
| Coneheads                                                           | 1993  | [ 10 ]          |
| Contact                                                             | 1997  | [ 82 ]          |
| Cao bồi & Quái vật ngoài hành tinh                                  | 2011  | [ 3 ]           |
| Creature                                                            | 1985  | [ 83 ]          |
| The Creature Wasn't Nice                                            | 1983  | [ 84 ]          |
| The Creeping Terror                                                 | 1964  | [ 85 ]          |
| Critters                                                            | 1986  | [ 10 ]          |
| Critters 2: The Main Course                                         | 1988  | [ 86 ]          |
| Critters 3                                                          | 1991  | [ 86 ]          |
| Critters 4                                                          | 1992  | [ 86 ]          |
| Daleks – Invasion Earth: 2150 A.D.                                  | 1966  | [ 87 ]          |
| Dark City                                                           | 1998  | [ 33 ]          |
| The Dark Crystal                                                    | 1982  | [ 88 ]          |
| Darkening Sky                                                       | 2010  | [ 89 ]          |
| The Darkest Hour                                                    | 2011  | [ 90 ]          |
| Dark Skies                                                          | 2013  | [ 37 ]          |
| Dark Star                                                           | 1974  | [ 91 ]          |
| Dark Universe                                                       | 1993  | [ 92 ]          |
| The Day Mars Invaded Earth                                          | 1963  | [ 93 ]          |
| The Day of the Triffids                                             | 1962  | [ 9 ]           |
| The Day the Earth Stood Still                                       | 1951  | [ 69 ]          |
| The Day the Earth Stood Still                                       | 2008  | [ 94 ]          |
| The Day the Earth Stopped                                           | 2008  | [ 95 ]          |
| The Deadly Spawn                                                    | 1983  | [ 96 ]          |
| Deadpool 2                                                          | 2018  | [ 97 ]          |
| Decoys                                                              | 2004  | [ 98 ]          |
| Decoys 2: Alien Seduction                                           | 2007  | [ 99 ]          |
| Destroy All Monsters                                                | 1968  | [ 100 ]         |
| Devil Girl from Mars                                                | 1954  | [ 101 ]         |
| District 9                                                          | 2009  | [ 53 ]          |
| Doctor Strange                                                      | 2016  | [ 102 ]         |
| Doctor Who                                                          | 1996  | [ 103 ]         |
| Doom                                                                | 2005  | [ 104 ]         |
| 7 viên ngọc rồng (phim)                                             | 2009  | [ 105 ]         |
| Dr. Alien                                                           | 1989  | [ 106 ]         |
| Dreamcatcher                                                        | 2003  | [ 10 ]          |
| Dr. Who and the Daleks                                              | 1966  | [ 107 ]         |
| Dude, Where's My Car?                                               | 2000  | [ 108 ]         |
| Dune                                                                | 1984  | [ 10 ]          |
| E.T. the Extra-Terrestrial                                          | 1982  | [ 69 ]          |
| Earth Girls Are Easy                                                | 1988  | [ 10 ]          |
| Earth to Echo                                                       | 2014  | [ 57 ]          |
| Earth vs. the Flying Saucers                                        | 1956  | [ 53 ]          |
| Cuộc chiến luân hồi                                                 | 2014  | [ 53 ]          |
| Ender's Game                                                        | 2013  | [ 109 ]         |
| Enemy Mine                                                          | 1985  | [ 33 ]          |
| Escape from Planet Earth                                            | 2013  |                 |
| Escape to Witch Mountain                                            | 1975  | [ 110 ]         |
| Escape to Witch Mountain                                            | 1995  | [ 111 ]         |
| Europa Report                                                       | 2013  | [ 29 ]          |
| Evolution                                                           | 2001  | [ 112 ]         |
| Ewoks: The Battle for Endor                                         | 1985  | [ 113 ]         |
| Excursion to the Moon                                               | 1908  | [ 114 ]         |
| Explorers                                                           | 1985  | [ 115 ]         |
| Extinction                                                          | 2018  | [ 116 ]         |
| Extraterrestrial                                                    | 2011  | [ 117 ]         |
| Extraterrestrial                                                    | 2014  | [ 37 ]          |
| The Eye Creatures                                                   | 1965  | [ 118 ]         |
| The Faculty                                                         | 1998  | [ 33 ]          |
| Bộ tứ siêu đẳng 2: Sứ giả bạc                                       | 2007  | [ 119 ]         |
| Fantastic Planet                                                    | 1973  | [ 91 ]          |
| Feeders                                                             | 1996  | [ 32 ]          |
| The Fifth Element                                                   | 1997  | [ 29 ]          |
| Fire in the Sky                                                     | 1993  | [ 120 ]         |
| Fire Maidens from Outer Space                                       | 1956  | [ 121 ]         |
| First Men in the Moon                                               | 1964  | [ 122 ]         |
| First Spaceship on Venus                                            | 1962  | [ 123 ]         |
| Flash Gordon (serial)                                               | 1936  | [ 124 ]         |
| Flash Gordon                                                        | 1980  | [ 10 ]          |
| Flash Gordon Conquers the Universe                                  | 1940  | [ 125 ]         |
| Flesh Gordon                                                        | 1974  | [ 9 ]           |
| Flesh Gordon Meets the Cosmic Cheerleaders                          | 1989  | [ 126 ]         |
| Flight of the Navigator                                             | 1986  | [ 9 ]           |
| Flight to Mars                                                      | 1950  | [ 127 ]         |
| The Flintstones in Viva Rock Vegas                                  | 2000  | [ 128 ]         |
| Flying Disc Man from Mars                                           | 1950  | [ 129 ]         |
| Flying Saucer Rock'n'Roll                                           | 1997  | [ 130 ]         |
| Forbidden Planet                                                    | 1956  | [ 91 ]          |
| Forbidden World                                                     | 1982  | [ 131 ]         |
| The Forgotten                                                       | 2004  | [ 132 ]         |
| The Fourth Kind                                                     | 2009  | [ 37 ]          |
| Frankenstein Island                                                 | 1981  | [ 32 ]          |
| Frankenstein Meets the Space Monster                                | 1965  | [ 133 ]         |
| Freaks of Nature                                                    | 2015  | [ 134 ]         |
| Futurama: Bender's Big Score                                        | 2007  | [ 135 ]         |
| Futurama: The Beast with a Billion Backs                            | 2008  | [ 136 ]         |
| The Galaxy Invader                                                  | 1985  | [ 137 ]         |
| Galaxy of Terror                                                    | 1981  | [ 9 ]           |
| Galaxy Quest                                                        | 1999  | [ 29 ]          |
| Gamera: Super Monster                                               | 1980  | [ 138 ]         |
| Gamera vs. Viras                                                    | 1968  | [ 139 ]         |
| Gamera vs. Zigra                                                    | 1971  | [ 140 ]         |
| Ghidorah, the Three-Headed Monster                                  | 1964  | [ 141 ]         |
| Ghosts of Mars                                                      | 2001  | [ 142 ]         |
| The Giant Spider Invasion                                           | 1975  | [ 143 ]         |
| God Told Me To                                                      | 1976  | [ 144 ]         |
| Godzilla 2000                                                       | 1999  | [ 145 ]         |
| Godzilla: Final Wars                                                | 2004  | [ 146 ]         |
| Godzilla vs. Gigan                                                  | 1972  | [ 147 ]         |
| Godzilla vs. Mechagodzilla                                          | 1974  | [ 148 ]         |
| Godzilla vs. SpaceGodzilla                                          | 1994  | [ 149 ]         |
| Godzilla vs. Destoroyah                                             | 1995  |                 |
| Good Boy!                                                           | 2003  | [ 150 ]         |
| Grabbers                                                            | 2012  | [ 151 ]         |
| Green Lantern                                                       | 2011  | [ 152 ]         |
| The Green Slime                                                     | 1968  | [ 153 ]         |
| Vệ binh dải Ngân Hà (phim)                                          | 2014  | [ 29 ]          |
| Vệ binh dải Ngân Hà 2                                               | 2017  | [ 154 ]         |
| Hangar 18                                                           | 1980  | [ 155 ]         |
| Hardware Wars                                                       | 1978  | [ 156 ]         |
| Have Rocket, Will Travel                                            | 1959  | [ 157 ]         |
| Heavy Metal                                                         | 1981  | [ 158 ]         |
| Heavy Metal 2000                                                    | 2000  | [ 159 ]         |
| H.G. Wells' The War of the Worlds                                   | 2005  | [ 160 ]         |
| H.G. Wells' War of the Worlds                                       | 2005  | [ 161 ]         |
| The Hidden                                                          | 1987  | [ 162 ]         |
| The Hidden II                                                       | 1993  | [ 163 ]         |
| Highlander II: The Quickening                                       | 1991  | [ 164 ]         |
| High Plains Invaders                                                | 2009  | [ 165 ]         |
| The Hitchhiker's Guide to the Galaxy                                | 2005  | [ 10 ]          |
| Hobgoblins                                                          | 1988  | [ 166 ]         |
| Hành trình trở về (phim 2015)                                       | 2015  | [ 3 ]           |
| Honeymoon                                                           | 2014  | [ 37 ]          |
| Vật chủ (phim 2013)                                                 | 2013  | [ 167 ]         |
| How to Talk to Girls at Parties                                     | 2018  | [ 168 ]         |
| Howard the Duck                                                     | 1986  | [ 9 ]           |
| I Am Number Four                                                    | 2011  | [ 169 ]         |
| I Come in Peace                                                     | 1990  | [ 170 ]         |
| Illegal Aliens                                                      | 2007  | [ 171 ]         |
| I Married a Monster from Outer Space                                | 1958  | [ 1 ]           |
| Impostor                                                            | 2002  | [ 33 ]          |
| Independence Day (phim 1996)                                        | 1996  | [ 53 ]          |
| Ngày độc lập: Tái chiến                                             | 2016  | [ 172 ]         |
| Indiana Jones và vương quốc sọ người                                | 2008  | [ 9 ]           |
| Infected                                                            | 2008  | [ 173 ]         |
| Inseminoid                                                          | 1981  | [ 174 ]         |
| Interstella 5555: The 5tory of the 5ecret 5tar 5ystem               | 2003  | [ 175 ]         |
| Invaders from Mars                                                  | 1953  | [ 53 ]          |
| Invaders from Mars                                                  | 1986  | [ 176 ]         |
| Invasion                                                            | 1966  | [ 177 ]         |
| The Invasion                                                        | 2007  | [ 33 ]          |
| Invasion from Inner Earth                                           | 1974  | [ 32 ]          |
| Invasion of Astro-Monster                                           | 1965  | [ 178 ]         |
| Invasion of the Body Snatchers                                      | 1956  | [ 53 ]          |
| Invasion of the Body Snatchers                                      | 1978  | [ 53 ]          |
| Invasion of the Neptune Men                                         | 1961  | [ 32 ]          |
| Invasion of the Saucer Men                                          | 1957  | [ 171 ]         |
| Invasion of the Star Creatures                                      | 1962  | [ 179 ]         |
| Invisible Invaders                                                  | 1959  | [ 180 ]         |
| The Iron Giant                                                      | 1999  | [ 69 ]          |
| Iron Invader                                                        | 2011  | [ 181 ]         |
| Chú hề ma quái                                                      | 2017  | [ 182 ]         |
| It: Chapter Two                                                     | 2019  |                 |
| It Came from Outer Space                                            | 1953  | [ 183 ]         |
| It Conquered the World                                              | 1956  | [ 184 ]         |
| It! The Terror from Beyond Space                                    | 1958  | [ 185 ]         |
| I Was a Zombie for the F.B.I.                                       | 1982  | [ 186 ]         |
| Jetsons: The Movie                                                  | 1990  | [ 187 ]         |
| Jimmy Neutron: Boy Genius                                           | 2001  | [ 188 ]         |
| John Carter (phim)                                                  | 2012  | [ 3 ]           |
| Joker                                                               | 2012  | [ 189 ]         |
| Journey to the Seventh Planet                                       | 1962  | [ 190 ]         |
| Người thừa kế vũ trụ                                                | 2015  | [ 191 ]         |
| Liên minh Công lý (phim)                                            | 2017  | [ 192 ]         |
| Killer Klowns from Outer Space                                      | 1988  | [ 10 ]          |
| Killers from Space                                                  | 1954  | [ 193 ]         |
| Hỗn số tử thần (phim)                                               | 2009  | [ 194 ]         |
| Koi... Mil Gaya                                                     | 2003  | [ 195 ]         |
| Kronos                                                              | 1957  | [ 1 ]           |
| Krrish 3                                                            | 2013  | [ 196 ]         |
| Krull                                                               | 1983  | [ 197 ]         |
| The Last Starfighter                                                | 1984  | [ 10 ]          |
| Leroy & Stitch                                                      | 2006  | [ 198 ]         |
| Mầm sống hiểm họa                                                   | 2017  | [ 199 ]         |
| Lifeforce                                                           | 1985  | [ 183 ]         |
| Lifted                                                              | 2006  | [ 200 ]         |
| Lilo & Stitch                                                       | 2002  | [ 57 ]          |
| Lilo & Stitch 2: Stitch Has a Glitch                                | 2005  | [ 201 ]         |
| Little Shop of Horrors                                              | 1986  | [ 69 ]          |
| Liquid Sky                                                          | 1982  | [ 202 ]         |
| Looney Tunes: Back in Action                                        | 2003  | [ 203 ]         |
| Lost in Space                                                       | 1998  | [ 204 ]         |
| The Lost Skeleton of Cadavra                                        | 2001  | [ 205 ]         |
| Mac and Me                                                          | 1988  | [ 91 ]          |
| The Man from Planet X                                               | 1951  | [ 206 ]         |
| Người đàn ông thép                                                  | 2013  | [ 207 ]         |
| The Man Who Fell to Earth                                           | 1976  | [ 69 ]          |
| The Man Who Wasn't There                                            | 2001  | [ 208 ]         |
| Mars Attacks!                                                       | 1996  | [ 53 ]          |
| Mars Needs Moms                                                     | 2011  | [ 209 ]         |
| Mars Needs Women                                                    | 1967  | [ 210 ]         |
| Martians Go Home                                                    | 1990  | [ 211 ]         |
| Max Steel                                                           | 2016  | [ 212 ]         |
| Meatballs Part 2                                                    | 1984  | [ 213 ]         |
| Meet Dave                                                           | 2008  | [ 214 ]         |
| Megamind                                                            | 2010  | [ 57 ]          |
| Đặc vụ áo đen (phim 1997)                                           | 1997  | [ 10 ]          |
| Men in Black II                                                     | 2002  | [ 215 ]         |
| Điệp viên áo đen 3                                                  | 2012  | [ 216 ]         |
| Metamorphosis: The Alien Factor                                     | 1990  | [ 217 ]         |
| Mighty Morphin Power Rangers: The Movie                             | 1995  | [ 218 ]         |
| The Miracle of P. Tinto                                             | 1998  | [ 219 ]         |
| Nhiệm vụ đến sao Hỏa                                                | 2000  | [ 220 ]         |
| Missile to the Moon                                                 | 1958  | [ 221 ]         |
| Mom and Dad Save the World                                          | 1992  | [ 222 ]         |
| Monsters                                                            | 2010  | [ 33 ]          |
| Monsters: Dark Continent                                            | 2014  | [ 223 ]         |
| Monsters vs. Aliens                                                 | 2009  | [ 224 ]         |
| The Monster X Strikes Back/Attack the G8 Summit                     | 2008  | [ 225 ]         |
| Los Monstruos del Terror                                            | 1970  | [ 226 ]         |
| Monty Python's Life of Brian                                        | 1979  | [ 227 ]         |
| Morons from Outer Space                                             | 1985  | [ 228 ]         |
| Muppets from Space                                                  | 1999  | [ 229 ]         |
| Mutant Swinger from Mars                                            | 2009  | [ 230 ]         |
| My Favorite Martian                                                 | 1999  | [ 231 ]         |
| My Stepmother is an Alien                                           | 1988  | [ 232 ]         |
| The Mysterians                                                      | 1957  | [ 233 ]         |
| New Mutants                                                         | 2019  | [ 234 ] [ 235 ] |
| Nightbeast                                                          | 1982  | [ 236 ]         |
| Night Caller from Outer Space                                       | 1966  | [ 237 ]         |
| Night of the Blood Beast                                            | 1958  | [ 184 ]         |
| Night of the Creeps                                                 | 1986  | [ 238 ]         |
| Night Skies                                                         | 2007  | [ 239 ]         |
| Not of This Earth                                                   | 1957  | [ 240 ]         |
| Not of This Earth                                                   | 1988  | [ 241 ]         |
| Nowhere                                                             | 1997  | [ 242 ]         |
| Nude on the Moon                                                    | 1961  | [ 243 ]         |
| Nukie                                                               | 1987  | [ 32 ]          |
| Oblivion                                                            | 1994  |                 |
| Bí mật Trái Đất diệt vong (phim 2013)                               | 2013  | [ 1 ]           |
| Outlander                                                           | 2008  | [ 244 ]         |
| Pacific Rim                                                         | 2013  | [ 69 ]          |
| Pajama Party                                                        | 1964  | [ 245 ]         |
| Pandorum                                                            | 2009  | [ 246 ]         |
| Paul                                                                | 2011  | [ 10 ]          |
| Pee-wee's Big Holiday                                               | 2016  | [ 247 ]         |
| Phantom from Space                                                  | 1953  | [ 248 ]         |
| Phoenix Forgotten                                                   | 2017  | [ 249 ]         |
| The Phoenix Incident                                                | 2015  |                 |
| Pinocchio in Outer Space                                            | 1965  | [ 250 ]         |
| Pitch Black                                                         | 2000  | [ 64 ]          |
| Đại chiến Pixels                                                    | 2015  | [ 251 ]         |
| Plan 9 from Outer Space                                             | 1959  | [ 10 ]          |
| Plan 10 from Outer Space                                            | 1994  | [ 252 ]         |
| Planet 51                                                           | 2009  | [ 253 ]         |
| Planeta Bur                                                         | 1962  | [ 254 ]         |
| Planet of the Vampires                                              | 1965  | [ 255 ]         |
| The Pod People                                                      | 1983  | [ 213 ]         |
| Năm anh em siêu nhân (phim)                                         | 2017  | [ 256 ]         |
| Predator                                                            | 1987  | [ 10 ]          |
| Predator 2                                                          | 1990  | [ 91 ]          |
| Predators                                                           | 2010  | [ 91 ]          |
| Princess of Mars                                                    | 2009  | [ 257 ]         |
| Progeny                                                             | 1999  | [ 37 ]          |
| Project ALF                                                         | 1996  | [ 258 ]         |
| Hành trình đến hành tinh chết                                       | 2012  | [ 3 ]           |
| The Puppet Masters                                                  | 1994  | [ 259 ]         |
| Quatermass 2                                                        | 1957  | [ 1 ]           |
| Quatermass and the Pit                                              | 1967  | [ 1 ]           |
| Queen of Blood                                                      | 1966  | [ 260 ]         |
| Queen of Outer Space                                                | 1958  | [ 171 ]         |
| Cuộc đua đến núi phù thủy                                           | 2009  | [ 261 ]         |
| Đặc vụ "gà mờ" (phim)                                               | 2016  |                 |
| Real Men                                                            | 1987  | [ 262 ]         |
| The Recall                                                          | 2017  | [ 263 ]         |
| Red Planet                                                          | 2000  | [ 264 ]         |
| Repo Man                                                            | 1984  | [ 265 ]         |
| Returner                                                            | 2002  | [ 266 ]         |
| Return from Witch Mountain                                          | 1978  | [ 267 ]         |
| Robinson Crusoe on Mars                                             | 1964  | [ 268 ]         |
| Robot Monster                                                       | 1953  | [ 10 ]          |
| Rocketship X-M                                                      | 1950  | [ 269 ]         |
| The Rocky Horror Picture Show                                       | 1975  | [ 10 ]          |
| The Rocky Horror Picture Show: Let's Do the Time Warp Again         | 2016  | [ 270 ]         |
| Rogue One: Star Wars ngoại truyện                                   | 2016  | [ 271 ]         |
| Santa Claus Conquers the Martians                                   | 1964  | [ 272 ]         |
| Scary Movie 3                                                       | 2003  | [ 273 ]         |
| Scary Movie 4                                                       | 2006  | [ 274 ]         |
| Scooby-Doo and the Alien Invaders                                   | 2000  | [ 275 ]         |
| The Shadow Men                                                      | 1998  | [ 276 ]         |
| The Signal                                                          | 2014  | [ 37 ]          |
| Signs                                                               | 2002  | [ 33 ]          |
| Silent Warnings                                                     | 2003  | [ 277 ]         |
| Skyline                                                             | 2010  | [ 3 ]           |
| Slither                                                             | 2006  | [ 33 ]          |
| Solaris                                                             | 1972  | [ 278 ]         |
| Solaris                                                             | 2002  | [ 279 ]         |
| Solo: Star Wars ngoại truyện                                        | 2018  |                 |
| Spaceballs                                                          | 1987  | [ 280 ]         |
| Spaced Invaders                                                     | 1990  | [ 9 ]           |
| Spacehunter: Adventures in the Forbidden Zone                       | 1983  | [ 281 ]         |
| Space Invasion of Lapland                                           | 1959  | [ 282 ]         |
| Space Jam                                                           | 1996  | [ 283 ]         |
| Space Probe Taurus                                                  | 1965  | [ 284 ]         |
| Space Travelers: The Animation                                      | 2000  | [ 285 ]         |
| Species                                                             | 1995  | [ 10 ]          |
| Species II                                                          | 1998  | [ 286 ]         |
| Species III                                                         | 2004  | [ 287 ]         |
| Species – The Awakening                                             | 2007  | [ 288 ]         |
| Spice World                                                         | 1997  | [ 289 ]         |
| Người Nhện 3                                                        | 2007  | [ 9 ]           |
| Starcrash                                                           | 1978  | [ 290 ]         |
| Stargate                                                            | 1994  | [ 291 ]         |
| Starman                                                             | 1984  | [ 69 ]          |
| Star Odyssey                                                        | 1978  | [ 292 ]         |
| Starship Invasions                                                  | 1977  | [ 293 ]         |
| Starship Troopers                                                   | 1997  | [ 53 ]          |
| Starship Troopers 2: Hero of the Federation                         | 2004  | [ 294 ]         |
| Starship Troopers 3: Marauder                                       | 2008  | [ 295 ]         |
| Star Trek                                                           | 2009  | [ 57 ]          |
| Star Trek: Không giới hạn                                           | 2016  | [ 296 ]         |
| Star Trek: First Contact                                            | 1996  | [ 10 ]          |
| Star Trek Generations                                               | 1994  | [ 297 ]         |
| Star Trek: Insurrection                                             | 1998  | [ 298 ]         |
| Star Trek: Chìm trong bóng tối                                      | 2013  | [ 299 ]         |
| Star Trek: Nemesis                                                  | 2002  | [ 300 ]         |
| Star Trek: The Motion Picture                                       | 1979  | [ 10 ]          |
| Star Trek II: The Wrath of Khan                                     | 1982  | [ 301 ]         |
| Star Trek III: The Search for Spock                                 | 1984  | [ 302 ]         |
| Star Trek IV: The Voyage Home                                       | 1986  | [ 303 ]         |
| Star Trek V: The Final Frontier                                     | 1989  | [ 304 ]         |
| Star Trek VI: The Undiscovered Country                              | 1991  | [ 305 ]         |
| Chiến tranh giữa các vì sao: Tập I – Hiểm họa bóng ma               | 1999  | [ 306 ]         |
| Chiến tranh giữa các vì sao: Tập II – Sự xâm lăng của người Vô tính | 2002  | [ 307 ]         |
| Chiến tranh giữa các vì sao: Tập III – Sự báo thù của người Sith    | 2005  | [ 308 ]         |
| Chiến tranh giữa các vì sao: Niềm hi vọng mới                       | 1977  | [ 10 ]          |
| Star Wars: Episode V - The Empire Strikes Back                      | 1980  | [ 10 ]          |
| Sự trở lại của Jedi                                                 | 1983  | [ 57 ]          |
| Star Wars: Thần lực thức tỉnh                                       | 2015  | [ 309 ]         |
| Star Wars: Jedi cuối cùng                                           | 2017  | [ 310 ]         |
| Star Wars: Episode IX                                               | 2019  |                 |
| Star Wars Holiday Special                                           | 1978  | [ 311 ]         |
| Star Wars: The Clone Wars (phim)                                    | 2008  | [ 312 ]         |
| Stepsister from Planet Weird                                        | 2000  | [ 313 ]         |
| Stitch! The Movie                                                   | 2003  | [ 314 ]         |
| Stranded                                                            | 1987  | [ 315 ]         |
| Strange Invaders                                                    | 1983  | [ 316 ]         |
| Suburban Commando                                                   | 1991  | [ 317 ]         |
| Super 8 (phim)                                                      | 2011  | [ 10 ]          |
| Supergirl                                                           | 1984  | [ 318 ]         |
| Superman (phim 1978)                                                | 1978  | [ 10 ]          |
| Superman II                                                         | 1980  | [ 183 ]         |
| Superman III                                                        | 1983  | [ 319 ]         |
| Superman IV: The Quest for Peace                                    | 1987  | [ 320 ]         |
| Siêu nhân trở lại                                                   | 2006  | [ 321 ]         |
| Target Earth                                                        | 1954  | [ 322 ]         |
| Ninja Rùa: Đập tan bóng tối                                         | 2016  | [ 323 ]         |
| Teenagers from Outer Space                                          | 1959  | [ 324 ]         |
| The Terrornauts                                                     | 1967  | [ 325 ]         |
| Terror of Mechagodzilla                                             | 1975  | [ 326 ]         |
| TerrorVision                                                        | 1987  | [ 9 ]           |
| They Came from Beyond Space                                         | 1967  | [ 325 ]         |
| They Live                                                           | 1988  | [ 53 ]          |
| The Thing (phim 1982)                                               | 1982  | [ 53 ]          |
| The Thing                                                           | 2011  | [ 327 ]         |
| The Thing from Another World                                        | 1951  | [ 53 ]          |
| This Island Earth                                                   | 1955  | [ 10 ]          |
| Thor (phim)                                                         | 2011  | [ 328 ]         |
| Thor 2: Thế giới Bóng tối                                           | 2013  | [ 329 ]         |
| Thor: Tận thế Ragnarok                                              | 2017  | [ 330 ]         |
| The Three Stooges in Orbit                                          | 1962  | [ 331 ]         |
| Thunderbirds Are Go                                                 | 1966  | [ 332 ]         |
| Titan A.E.                                                          | 2000  | [ 333 ]         |
| Tom and Jerry: Blast Off to Mars                                    | 2005  | [ 334 ]         |
| Too Many Cooks                                                      | 2014  | [ 335 ]         |
| Toomorrow                                                           | 1970  | [ 325 ]         |
| Transformers                                                        | 2007  | [ 10 ]          |
| The Transformers: The Movie                                         | 1986  | [ 336 ]         |
| Transformers 4: Kỷ nguyên hủy diệt                                  | 2014  | [ 337 ]         |
| Transformers: Dark of the Moon                                      | 2011  | [ 3 ]           |
| Transformers: Revenge of the Fallen                                 | 2009  | [ 9 ]           |
| Transformers: The Last Knight                                       | 2017  | [ 338 ]         |
| Transformers Universe: Bumblebee                                    | 2018  |                 |
| Transmorphers                                                       | 2007  | [ 339 ]         |
| Transmorphers: Fall of Man                                          | 2009  | [ 340 ]         |
| Hành tinh Kho báu                                                   | 2002  | [ 341 ]         |
| A Trip to Mars (Himmelskibet)                                       | 1918  | [ 342 ]         |
| A Trip to the Moon                                                  | 1902  | [ 82 ]          |
| The Trollenberg Terror                                              | 1958  | [ 343 ]         |
| Tropico                                                             | 2013  | [ 344 ]         |
| Turbo: A Power Rangers Movie                                        | 1997  | [ 345 ]         |
| U.F.O.                                                              | 1993  | [ 346 ]         |
| U.F.O.                                                              | 2012  | [ 347 ]         |
| UFO Abduction                                                       | 1989  | [ 348 ]         |
| The UFO Incident                                                    | 1975  | [ 37 ]          |
| UHF                                                                 | 1989  | [ 64 ]          |
| Unaware                                                             | 2013  | [ 349 ]         |
| Under the Mountain                                                  | 2009  | [ 350 ]         |
| Under the Skin                                                      | 2013  | [ 69 ]          |
| Valerian và thành phố ngàn hành tinh                                | 2017  | [ 351 ]         |
| Venom (phim 2018)                                                   | 2018  |                 |
| V/H/S/2                                                             | 2013  | [ 352 ]         |
| Village of the Damned                                               | 1960  | [ 9 ]           |
| Village of the Damned                                               | 1995  | [ 353 ]         |
| Virus                                                               | 1999  | [ 354 ]         |
| The Visitor                                                         | 1979  | [ 355 ]         |
| Visit to a Small Planet                                             | 1960  | [ 356 ]         |
| Voyage of the Rock Aliens                                           | 1984  | [ 357 ]         |
| Voyage to the Planet of Prehistoric Women                           | 1968  | [ 358 ]         |
| Voyage to the Prehistoric Planet                                    | 1965  | [ 359 ]         |
| Warlords of Atlantis                                                | 1978  | [ 360 ]         |
| War of the Planets                                                  | 1966  | [ 361 ]         |
| The War of the Worlds                                               | 1953  | [ 53 ]          |
| War of the Worlds                                                   | 2005  | [ 53 ]          |
| War of the Worlds 2: The Next Wave                                  | 2008  | [ 362 ]         |
| War of the Worlds – The True Story                                  | 2012  | [ 363 ]         |
| Warning from Space                                                  | 1956  | [ 364 ]         |
| Đội dân phòng tinh nhuệ                                             | 2012  | [ 365 ]         |
| Welcome to the Space Show                                           | 2010  | [ 366 ]         |
| What on Earth!                                                      | 1966  | [ 367 ]         |
| What Planet Are You From?                                           | 2000  | [ 368 ]         |
| Within the Rock                                                     | 1996  | [ 369 ]         |
| Without Warning                                                     | 1980  | [ 370 ]         |
| The Wizard of Mars                                                  | 1965  | [ 371 ]         |
| The World's End                                                     | 2013  | [ 6 ]           |
| Ráp-phờ đập phá                                                     | 2012  |                 |
| The X-Files: Fight the Future                                       | 1998  | [ 183 ]         |
| The X-Files: I Want to Believe                                      | 2008  |                 |
| The X from Outer Space                                              | 1967  | [ 372 ]         |
| X-Men: Phượng hoàng bóng tối                                        | 2019  | [ 373 ]         |
| Xtro                                                                | 1983  | [ 374 ]         |
| Xtro II: The Second Encounter                                       | 1991  | [ 375 ]         |
| Xtro 3: Watch the Skies                                             | 1995  | [ 376 ]         |
| Zarkorr! The Invader                                                | 1995  | [ 377 ]         |
| Zathura                                                             | 2005  | [ 378 ]         |
| Zenon: The Zequel                                                   | 2001  | [ 379 ]         |
| Zeta One                                                            | 1969  | [ 325 ]         |
| Zombies of the Stratosphere                                         | 1952  | [ 380 ]         |
| Zone Troopers                                                       | 1985  | [ 381 ]         |
| Zontar, the Thing from Venus                                        | 1966  | [ 184 ]         |
| Occupation                                                          | 2018  |                 |
| Alien Siege                                                         | 2005  |                 |